# デンジャラス・ラブ
「デンジャラス・ラブ」は、PINC INCのデビューシングル。CDコードはGZCA-7109。

## 概要
- 碧井椿にとってはバンドでの再デビュー作となる。
- 表題曲のテレビバージョンは3枚目のシングル「週末大キライ」のカップリングに収録。また、表題曲、カップリング共に1枚目のアルバム『もっとキミ色に染まりたい』に収録。

## 収録曲
1. デンジャラス・ラブ
  - 作詞：碧井椿　作曲：大野愛果　編曲：森下志音
  - NHK BS hiドラマ市原隼人主演の『ワイルドライフ〜国境なき獣医師団R.E.D.〜』テーマソング
2. キミの1番になりたい
  - 作詞：碧井椿　作曲：平賀貴大　編曲：岡本仁志
3. デンジャラス・ラブ (INSTRUMENTAL)